# Peter Wahl
Peter Wahl (* 1948) ist ein deutscher Autor. Er war Mitbegründer und Vorstandsmitglied der Nichtregierungsorganisation Weltwirtschaft, Ökologie & Entwicklung (WEED) sowie Gründungsmitglied und Mitglied des Koordinierungskreises von Attac Deutschland von 2001 bis 2007.

## Leben
Peter Wahl studierte Gesellschaftswissenschaften und Romanistik in Mainz, Aix-en-Provence und Frankfurt am Main. Er organisierte sich im MSB Spartakus, den er 1973/74 im Vorstand des Verbands Deutscher Studentenschaften vertrat.
Wahl arbeitete nach dem Studium zunächst als entwicklungspolitischer Publizist sowie bis zur Selbstauflösung 1990 im 1973 von dem Gießener Arzt Erich Wulff gegründeten Antiimperialistischen Solidaritätskomitees für Afrika, Asien und Lateinamerika (ASK) als dessen langjähriger Vorsitzender. Er wirkte in den 1980er Jahren u. a. in der Anti-Apartheid-Bewegung mit und war von 1988 bis 1991 Mitglied des Koordinierungskreises des Bundeskongresses Entwicklungspolitischer Aktionsgruppen (BUKO). Bis Ende der 1980er Jahre war Wahl Mitglied der DKP. Seit 1988 gehört er zum Herausgeberkreis des Informationsbriefes Weltwirtschaft und Entwicklung und ist Mitbegründer von WEED.
Von 1994 bis 2000 war er für die Grünen Mitglied im Kulturausschuss des Rats der Stadt Bonn und ab 1998 deren kulturpolitischer Sprecher. Wahl spielte eine maßgebliche Rolle bei der Gründung von Attac Deutschland und in den ersten Jahren des Netzwerkes.
Wahl ist heute parteilos und lebt in Berlin. Seit 2016 ist er Autor bei Makroskop, seit 2021 bei Telepolis.

## Attac und WEED
Nach dem Alternativgipfel zum G8 in Köln 1999 ergriff Wahl als Vertreter von WEED die Initiative zur Gründung des globalisierungskritischen Netzwerks Attac. Zusammen mit Anja Osterhaus von der ökumenischen Initiative KAIROS Europa lud er zu einem ersten Vorbereitungstreffen ein, das am 14. September 1999 in Frankfurt/M. stattfand. Von der Attac-Gründung im Januar 2000 bis November 2007 war er Mitglied des Koordinierungskreises von Attac als Vertreter der Mitgliedsorganisation WEED. Wahl beeinflusste in dieser Zeit stark die Konzeption, Inhalte und die strategische Orientierung von Attac. Er wurde häufig in den Medien als „Vorstandsmitglied“ oder „Sprecher“ von Attac oder der globalisierungskritischen Bewegung bezeichnet und wurde oft interviewt und zitiert. Er war an der Organisation des Alternativgipfels und der großen Demonstration in Rostock gegen den G8-Gipfel beteiligt und wirkte im Laufe der Jahre an etlichen großen Kongressen mit (zuletzt am DGB-Kapitalismuskongress 2009). Auch in seinen Publikationen setzt er sich mit außerparlamentarischen Bewegungen – so der globalisierungskritischen als auch den Gewerkschaften –, den G8-Gipfeln, aber auch mit den internationalen Finanzmärkten, der Besteuerung oder der Entschuldung ärmerer Länder auseinander. Einige seiner Texte – teilweise als Mitautor – wurden als Attac-Basistexte veröffentlicht. Er hat lange hauptamtlich den Arbeitsbereich Finanzmärkte bei WEED geleitet und ist heute noch zu diesem Thema aktiv.

## Kritik
Im Zusammenhang mit den gewalttätigen Ausschreitungen bei der Rostocker Demonstration in Zusammenhang mit dem G8-Gipfel am 2. Juni 2007 kritisierte Peter Wahl öffentlich die gewaltbereiten Demonstranten und wollte sie von folgenden Demonstrationen ausschließen.
Für diese Statements bekam er Kritik von linksradikalen Gruppen.
Die Gewaltdiskussion/Militanzdebatte wurde innerhalb und außerhalb von Attac noch eine Weile weitergeführt.  Auch nach dem Gipfel bekräftigte Wahl seine Kritik an Gewaltanwendung.

## Schriften (Auswahl)
- Peter Wahl (Hrsg.): Warum Montezuma nicht Europa entdeckt hat: Europa und die Dritte Welt. Köln: PapyRossa 1991, 236 S., ISBN 3-89438-029-2.
- Peter Wahl, Günter Gehl u. a. (Hrsg.): Auslandsverschuldung – eine Krise des Südens und des Nordens: das Beispiel Bolivien; Hintergründe, Wege der Entschuldung, Erlaßjahr 2000. Im Auftrag der Katholischen Akademie Trier, Weimar: Dadder 1999, 141 S., ISBN 3-933837-02-2.
- Zwischen Hegemonialinteressen, Global Governance und Demokratie. Zur Krise der WTO. In: Internationale Politik und Gesellschaft. Nr. 3, 2000, ZDB-ID 1182797-X, S. 235–246 (library.fes.de [PDF; 178 kB]).
- Die Gessler-Kapuze. Anmerkungen zur Gewaltdebatte nach dem G8. In: Der Freitag, 22. Juni 2007 (S. 42 f. im PDF Sand im Getrieben Nr. 60, attac.de)
- Finanzmärkte als Entwicklungshemmnis. In: APuZ, Nr. 7, 2008, 11. Februar 2008. bpb, ISSN 0479-611X, S. 33–38.
- Der Krieg und die Linken. Bellizistische Narrative, Kriegsschuld-Debatten und Kompromiss-Frieden. Eine Flugschrift, VSA, Hamburg 2023, ISBN 978-3-96488-203-5.
- als Hrsg. gemeinsam mit Thomas Sablowski: Europäische Integration in der multiplen Krise. Zukunftsaussichten der Europäischen Union, VSA Verlag, Hamburg 2024, ISBN 978-3-96488-209-7.

### WEED-Veröffentlichungen
- Walter Eberlei, Barbara Unmüßig, Peter Wahl: Plädoyer für deutsche Entschuldungsinitiativen. Bonn: WEED 1996, 58 S., ISBN 3-937383-13-1.
- Walter Eberlei, Rainer Falk, Peter Wahl: 15 Jahre Schuldenkrise der Entwicklungsländer: Bilanz – Perspektiven – Alternativen. Bonn: WEED 1997, 47 S., ISBN 3-9804490-4-1.
- Peter Wahl, Peter Waldow: Devisenumsatzsteuer – ein Konzept mit Zukunft. Möglichkeiten und Grenzen der Stabilisierung der Finanzmärkte durch eine Tobin-Steuer. Bonn: WEED 2001, 16 S., WEED-Arbeitspapier, ISBN 3-9806757-4-2
- Internationale Steuern. Globalisierung regulieren – Entwicklung finanzieren / engl. International taxation: regulating globalisation - financing development. Weed-Arbeitspapier, Berlin, Bonn: WEED 2005, dt. 56 S. / engl. 55 S., dt. ISBN 3-937383-24-7 / engl. ISBN 3-937383-25-5.
- Daniela Setton, Peter Wahl, Jürgen Kaiser: Schuldenreport 2007. Karten neu gemischt? Umbrüche und aktuelle Tendenzen der Nord-Süd und Süd-Süd-Finanzbeziehungen / Die Krise der etablierten Gläubigerschaft / Internationale Schuldenerlassinitiativen auf dem Prüfstand. Berlin: WEED 2007, 98 S. ISBN 978-3-937383-49-1.
- Finanzmärkte in den Dienst von Entwicklung stellen, engl. Making financial markets work for development, jeweils bei Weed Online. Bonn: EED 2008, 18 S., EED-Arbeitspapier, als PDF-Dateien: dt. (106kB) bei Attac Österreich – engl. (243kB; PDF) bei Weed Online

### AttacBasisTexte
- AttacBasisTexte 3: Peter Wahl, Peter Waldow: Tobin-Steuer: Kapital braucht Kontrolle. Hamburg: VSA-Verlag 2002, 94 S., ISBN 3-87975-873-5.
- AttacBasisTexte 18: Pedram Shahyar, Peter Wahl: Bewegung in der Bewegung? Erfahrungen und Perspektiven der GlobalisierungskritikerInnen. Hamburg: VSA 2005, 94 S., ISBN 3-89965-140-5.
- AttacBasisTexte 19: Silke Ötsch, Peter Wahl: Internationale Besteuerung. Umsteuern – Globalisierungsgewinne fairteilen! Hamburg: VSA 2006, 94 S., ISBN 978-3-89965-178-2 bzw. ISBN 3-89965-178-2, Leseprobe (20 S.) als PDF-Datei (75kB) beim VSA-Verlag.
- AttacBasisTexte 21: G8: PR-Show oder Weltregierung? Weltwirtschaftsgipfel und Globalisierung. Hamburg: VSA 2006, 96 S., ISBN 978-3-89965-180-5, ISBN 3-89965-180-4.
- AttacBasisTexte 32: Entwaffnet die Märkte! Der Finanzcrash – Ursachen, Hintergründe, Alternativen. Hamburg: VSA 2009,  94 S., ISBN 978-3-89965-309-0.